# Maják Hiiessaare
Maják Hiiessaare (estonsky Hiiessare Tuletorn) stojí v obci Hiiessaare na severovýchodním pobřeží ostrova Hiiumaa v kraji Hiiumaa v Baltském moři v Estonsku.
Maják je ve správě Estonského úřadu námořní dopravy (Veeteede Amet, EVA), kde je veden pod registračním číslem 625. Maják spolu s lucernou umístěnou na kostele Paluküla tvořily dvojici navigačních bodů. Červené světlo kostela bylo vypnuto v roce 2000.

## Historie
V roce 1876 byla postavena dřevěná pyramidová věž majáku vysoká 12 metrů. Světlo ve výšce 13 m n. m. bylo viditelné ze vzdálenosti 8 námořních mil. V roce 1891 byla věž obnovena a zvýšená na 16 metrů a světlo umístěno ve výšce 17 m n. m. V roce 1910 byl postaven nový kamenný maják vysoký 16 metrů, který byl zničen v druhé světové válce. V roce 1953 byl postaven nový maják s acetylénovou lampou. Světlo bylo viditelné ze vzdálenosti 10 námořních mil.
Od roku 1980 byl napájen elektřinou vyráběnou radioizotopovým termoelektrickým generátorem s lampu EMS-210 (ЭMC–210). V období 1994–2001 maják byl mimo provoz a sloužil pouze jako denní navigační bod. V současné době je plně automatizován a napájen ze slunečních panelů a větrné turbíny.

## Popis
Hranolová čtyřpatrová železobetonová věž vysoká 17 metrů je ukončená ochozem a lampou. Lampa je vysoká 0,8 metrů. Maják má bílou barvu. V roce 2008 byla instalována nová LED svítilna.

### Data
Zdroj
- Výška světla: 19 m n. m.
- Záblesky bílého světla v intervalu 6 sekund

| Barva                  | bílá    | Zdroj |
| Charakteristika 2+4=6s |         | [ 3 ] |
| Azimut                 | 0°–360° | [ 3 ] |
| Výseč                  | 360°    | [ 3 ] |
| Dosvit [nm]            | 7       | [ 3 ] |

### Označení
- Admiralty: C3756
- ARLHS: EST-076
- NGA: 12730
- EVA 625

## Galerie

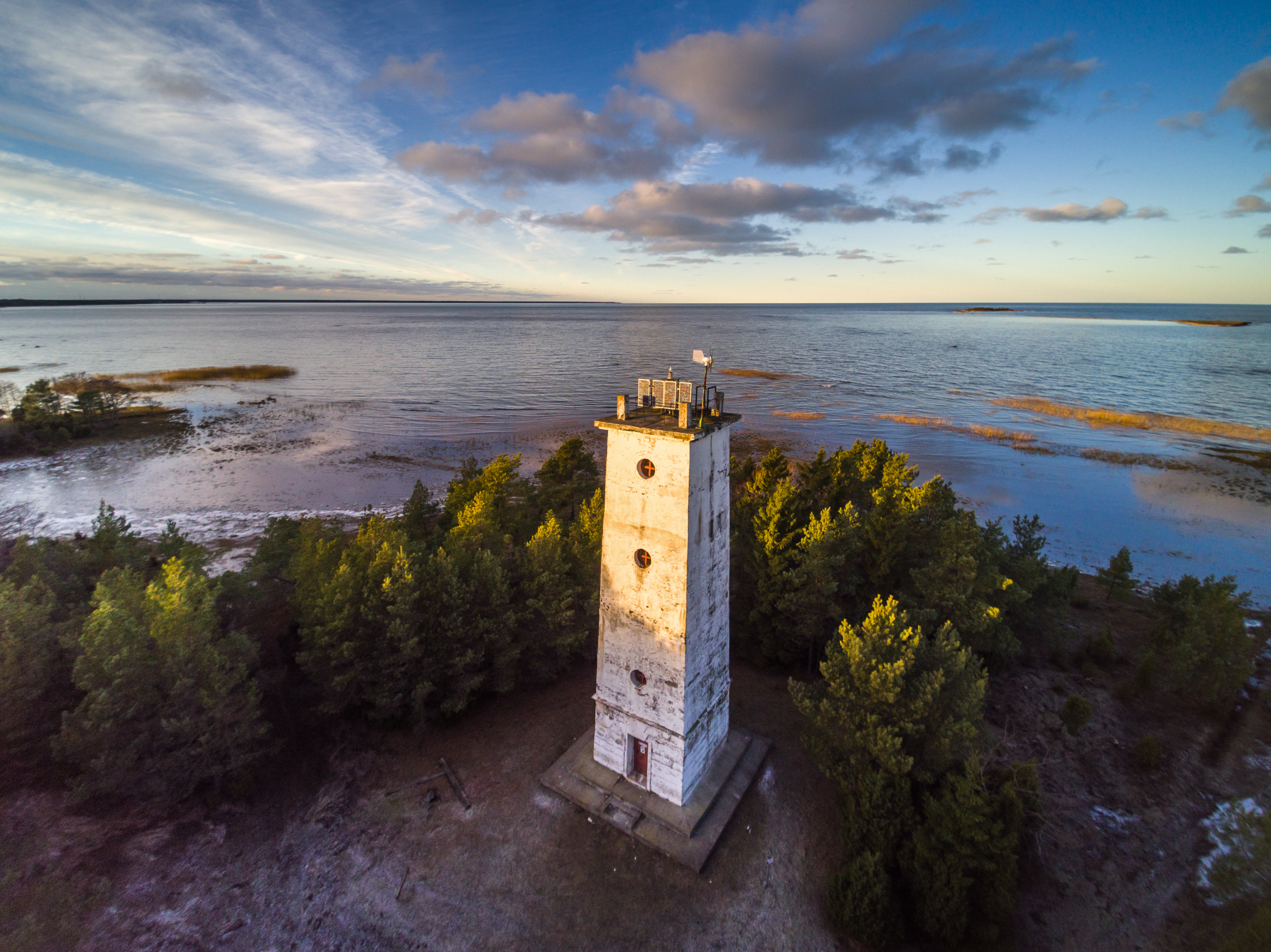
Maják v roce 2016
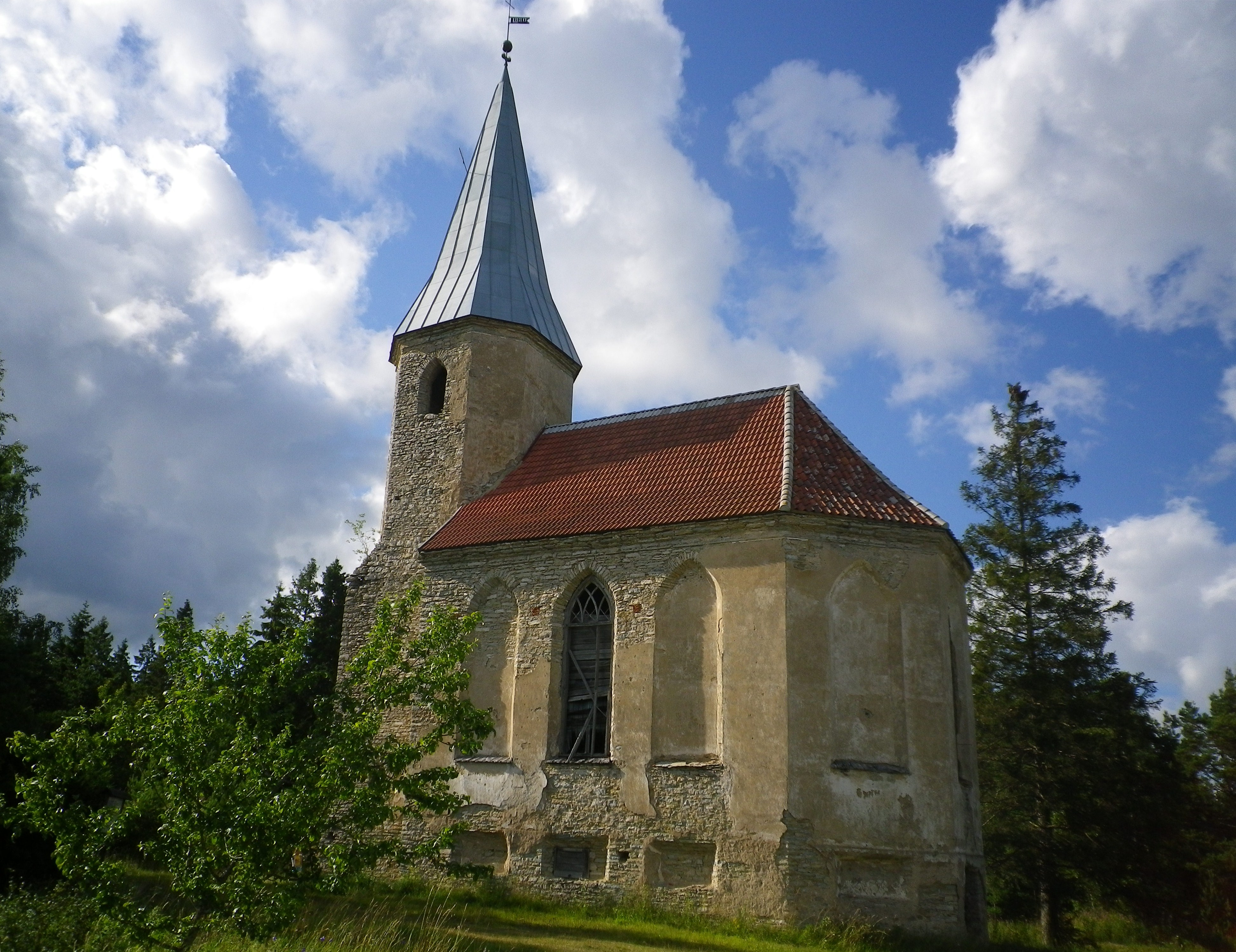
Kostel Paluküla